# Полуночное солнце (фильм)
«Полуно́чное со́лнце» (англ. Midnight Sun) — совместный фильм Канады и Италии режиссёра Роджера Споттисвуда. Премьера состоялась 13 ноября 2014 года. Фильм привлек в основном положительные рецензии.

## Сюжет
Подросток Люк остаётся лицом к лицу с суровой полярной природой. Он стремится воссоединить найденного им медвежонка с его матерью на севере Канады.

## Роли
- Дакота Гойо — Люк
- Горан Вишнич — Муктук
- Бриджит Мойнахан — Мать Люка
- Кендра Тимминс — Эйбл
- Расселл Ен — Доктор на Азиатском континенте
- Диан Муррей — Джейк Мардоч